# Richard Ullrich

Richard Ullrich in Couleur des Corps Saxonia-Berlin um 1890

Richard Ullrich (* 14. April 1870 in Friedeberg; † 5. Juli 1930 in Berlin) war ein deutscher Ingenieur des Bauwesens und preußischer Meliorationsbaubeamter.

## Leben
Richard Ullrich studierte an der Technischen Hochschule Berlin-Charlottenburg Bauwesen. Im Wintersemester 1889/90 schloss er sich dem Corps Saxonia-Berlin an. Nach Abschluss des Studiums als Dipl.-Ing. trat er in den preußischen Staatsdienst als Meliorationsbaubeamter bei der Meliorationsbauabteilung des Dillkreises in Dillenburg ein. 1900 wurde er vom Regierungsbauführer zum Regierungsbaumeister des Ingenieurbaufachs befördert. 1905 wurde er zum Königlichen Meliorationsbauinspektor ernannt. 1906 wurde ihm die Verwaltung des Meliorationsbauamtes in Dillenburg übertragen. 1909 wurde er von Dillenburg nach Danzig als Vorstand des Meliorationsbauamtes bei der dortigen Provinzialverwaltungsbehörde versetzt. 1912 wurde er zum Baurat ernannt. 1921 wurde er, mittlerweile Regierungs- und Baurat, zum Ministerialrat im preußischen Ministerium für Landwirtschaft, Domänen und Forsten ernannt. 1929 trat er in den Ruhestand ein.
Ullrich war Mitglied der Ministerial-Kommission für das Staatliche Materialprüfungsamt Berlin-Dahlem. 1924 wurde er zum ersten Vorsitzenden des Deutschen Ausschusses für Kulturbauwesen gewählt.
Am Ersten Weltkrieg nahm er als Reserveoffizier teil. Im September 1914 wurde er als Oberleutnant und Kompanieführer im Westen leicht verwundet. Sein letzter Dienstgrad war Major.

## Auszeichnungen
Für seine Verdienste um das Meliorationsbauwesen in der Provinz Westpreußen wurde Richard Ullrich 1918 der Rote Adlerorden 4. Klasse verliehen.